# Archanara paludicola
Archanara paludicola là một loài bướm đêm trong họ Noctuidae.